# ليونارد مارشان
ليونارد مارشان (بالإنجليزية: Leonard Marchand)‏ هو كاتب وسياسي كندي، ولد في 16 نوفمبر 1933 في كندا، وتوفي في 3 يونيو 2016 في نفس البلد. حزبياً، نشط في الحزب الليبرالي الكندي. وقد انتخب عضو مجلس الشيوخ الكندي وانتخب عضو مجلس العموم الكندي.